# Фонологія есперанто
Творець есперанто, Людвік Лазар Заменгоф, ілюстрував вимову есперанто порівнянням його літер з їх еквівалентами кількома основними європейськими мовами і проголосив принцип «одна літера, один звук». Враховуючи, що порівнювані мови не були цілком ідентичними, він пояснив, що вимова італійською могла б вважатися зразком для есперанто.
За сто років існування есперанто були розроблені фонологічні норми, в тому числі фонетики, фотостатики та інтонації, Можна говорити про правильну вимову на есперанто і правильне створення слів незалежно від мов, які спочатку використовувалися для опису есперанто. Норма мало розходиться з принципом «одна літера, один звук»; існують лише невеликі allophonic варіації.

## Абетка
Абетка мови есперанто містить 23 приголосні, в тому числі 4 африкати та один глухий велярний спірант /x/, який став рідкісним; 11 голосних, простих 5 і 6 дифтонгів. Існує шість історично стабільних дифтонгів: /ai/, /oi/, /ui/, /ei/ and /au/, /eu/.

## Мінімальні пари
Відмінності між декількома приголосними в есперанто несуть дуже легкі функціональні навантаження, вони не знаходяться додаткової дистрибуції і не є алофонами. Практичним ефектом цього є те, що люди, які не контролюють ці відмінності, можуть спілкуватися без труднощів. Так, незначні відмінності Ĵ / ʒ / проти ĝ / dʒ / контрастують в aĵo ('певна річ') проти aĝo ('рік').

## Алофонічні варіації
Алофони являють собою реалізація фонеми, її варіант, обумовлений конкретним фонетичним оточенням. В есперанто прийнятні наступні алофони:
| Фонеми  | a | e | o | i  | u  | n    | m | r | v       | z | ʒ | f | s | ʃ | b | d | dʒ | ɡ | p | t | tʃ | k |
| Алофони | ɑ | ɛ | ɔ | ij | uw | ŋ, ɲ | ɱ | ɾ | ʋ, w, f | s | ʃ | v | z | ʒ | p | t | tʃ | k | b | d | dʒ | ɡ |

Загальним джерелом алофонічної варіації є запозичені слова, особливо власні імена, коли в слові залишаються залишки вихідної мови або коли створюються нові послідовності, щоб уникнути дублювання існуючих коренів.